# Paloma, en alas del amor
Paloma, en alas del amor es una telenovela peruana, historia original de Fernando Barreto.
Protagonizado por Tessy Castilla, Paul Martin, y la participación antagónica de Ana María Jordán.

## Trama
Paloma es una jovencita humilde sencilla que mantiene a su familia, trabaja como vendedora de flores. Un día conoce a don Martin Castillo un viejo malvado y avaro a punto de morir, no soporta la idea que su fortuna quede en
manos de su ambiciosa hermana  Claudia, para evitarlo se casa con una linda jovencita que le vende flores. Esta muchacha es Paloma.
Al pasar el tiempo Paloma queda viuda y se comvierte en  millonaria Claudia planea deshacerse de Paloma y recuperar lo que le pertenece con la ayuda de su Esposo un hombre capaz de todo trataran de terminar con Paloma.
Si bien Claudia, es una mujer ambiciosa que hace todo lo posible para lograr lo que quiere, su hijo Sebastian,es un muchacho bueno Claudia, manipula a su hijo y lo hace casarse con Paloma para que pueda controlarla y tomar su dinero. Claudia les hace creer a todos que Paloma está loca y la encierra en un manicomio. Paloma logra escaparse del manicomio y se va a su pueblo  con su familia.
Claudia se siente furiosa  y le exige a Sebastian que busque a Paloma y la regrese a la casa, pues la necesita cerca para manipularla Paloma, enamorada  vuelve a la mansión pasan los meses y paloma descubre que está embarazada.
Claudia logra despojar de todo a la pobre Paloma. Ya en ese momento Sebastian se ha enamorado de la indefenza muchacha, decide que es hora de dejar a su madre y seguir con Paloma y su hijo 
Finalmente decide devolverle lo que le pertenece a Paloma toda la fortuna.
Enloquecida Claudia intenta secuestrar a Paloma pero la policía la atrapa y es condenada a prisión. Al final Paloma y Sebastian celebran una boda con todos sus amigos y familiares.

## Reparto
- Tessy Castilla - Paloma
- Paul Martin - Sebastian
- Ana María Jordán - Claudia
- Hernan Romero Berrio - Augusto
- Ines Sanchez Aizcorbe - Martha
- Sol Carreño - Lili
- Carlos Cano - luis
- Ricardo combi -  Eduardo
- Rosario Verastegui - Lucia
- Monika Domínguez - Laura
- Carlos lopez cano - Martin
- Alberto Soler - Mario

## Versiones
- La Italianita producida por RCTV en 1973 y protagonizada por Marina Baura y Elio Rubens
- Rina telenovela realizada en 1977 por Televisa, fue producida por Valentin Pimstein y protagonizada por Ofelia Medina y Enrique Álvarez Félix

- Rubí rebelde, telenovela realizada en 1989 por RCTV, fue una fusión con la radinovela La  Gata.

fue producida Daniel Andrade y protagonizada por Mariela Alcalá y Jaime Araque.
- María Mercedes telenovela realizada en 1992 por Televisa; fue producida por Valentin Pimstein y protagonizada por Thalia y Arturo Peniche.

- María Esperanza telenovela realizada en 2007 por SBT y protagonizada por Bárbara Paz y Ricardo Ramoro.

- Inocente de ti telenovela realizada en 2004  por Televisa y Fonovideo; fue producida por Nathalie Lartilleux y protagonizada por Camila Sodi y Valentino Lanus

- María Mercedes producida por ABS-CBN en Filipinas dirigida por Chito S. Roño en 2013 protagonizada por Jessy Mendiola  y Jake Cuenca